# 강원도의 힘
《강원도의 힘》(The Power of Gangwon Province)은 1998년에 개봉한 대한민국의 영화 작품이자 홍상수의 두 번째 작품이다.

## 줄거리
교수를 지망하는 유부남 대학강사 상권과 과거 상권의 연인이었던 지숙이 각각 강원도로 여행을 떠난다. 상권은 후배와 함께, 지숙은 친구들과 함께 여행을 다녀오는데... 같은 공간을 배경으로 엇갈리는 두 사람의 행적이 사실적으로 그려진다.

## 캐스팅
- 백종학 : 상권 역
- 오윤홍 : 지숙 역
- 김유석 : 경찰관 역
- 문선희 : 상권 처 역
- 전재현 : 재완 역
- 박현영 : 은경 역
- 임선영 : 미선 역
- 조광제 : 경식 역
- 박정화 : 커플녀 역
- 안도현 : 커플남 역

## 수상
- 1998년 제3회 부산국제영화제 넷팩상
- 1998년 제19회 청룡영화상 감독상 - 홍상수
- 1998년 제19회 청룡영화상 각본상 - 홍상수
- 1999년 제36회 대종상 영화제 신인상 촬영부문 - 김영철

## 기타
- 특별한 사건이 전개되지 않아 일반적인 극영화의 문법과 다른 독특한 기법을 선보였으며, 홍상수의 '일상의 재발견' , 한국 영화 사상 '가장 낯설은' 작품이라는 평을 들었다.
- 제51회 칸 영화제 '주목할 만한 시선' 부문에 정식 초청되었고, 제19회 청룡 영화제에서 감독상과 각본상을 수상했다.

## 참조
- 연세대 미디어 아트 연구소 (엮은이) (2003년 7월 21일). 《강원도의 힘》. 서울: 삼인. ISBN 978-89-87519-90-6.
- 김은형 기자 (2000년 8월 23일). “[영사풍] 설악산에 가면 사랑도 변하나”. 한겨레21. 2008년 1월 28일에 확인함. |제목=에 지움 문자가 있음(위치 1) (도움말)